# Cim de Rodonella
El Cim de Rodonella és una muntanya de 1.087 metres que es troba al municipi de Sant Joan de les Abadesses, a la comarca catalana del Ripollès.